# Joash av Israel
Joash var kung över Israels rike och regerade i sexton år i dess huvudstad Samaria. Då Joash besteg tronen hade grannen i söder, Juda rike regerats i 37 år av en annan Joash. Joash förde senare krig mot Juda rike och dess nye kung Amasja och rev bland annat en sträcka av stadsmuren i Jerusalem
Under hans regering dog profeten Elisha (Elisa), något som Joash sörjde djupt (2 Kung 13:14). Joash efterträddes på tronen av sin son, Jerobeam II.